# بلاليكا

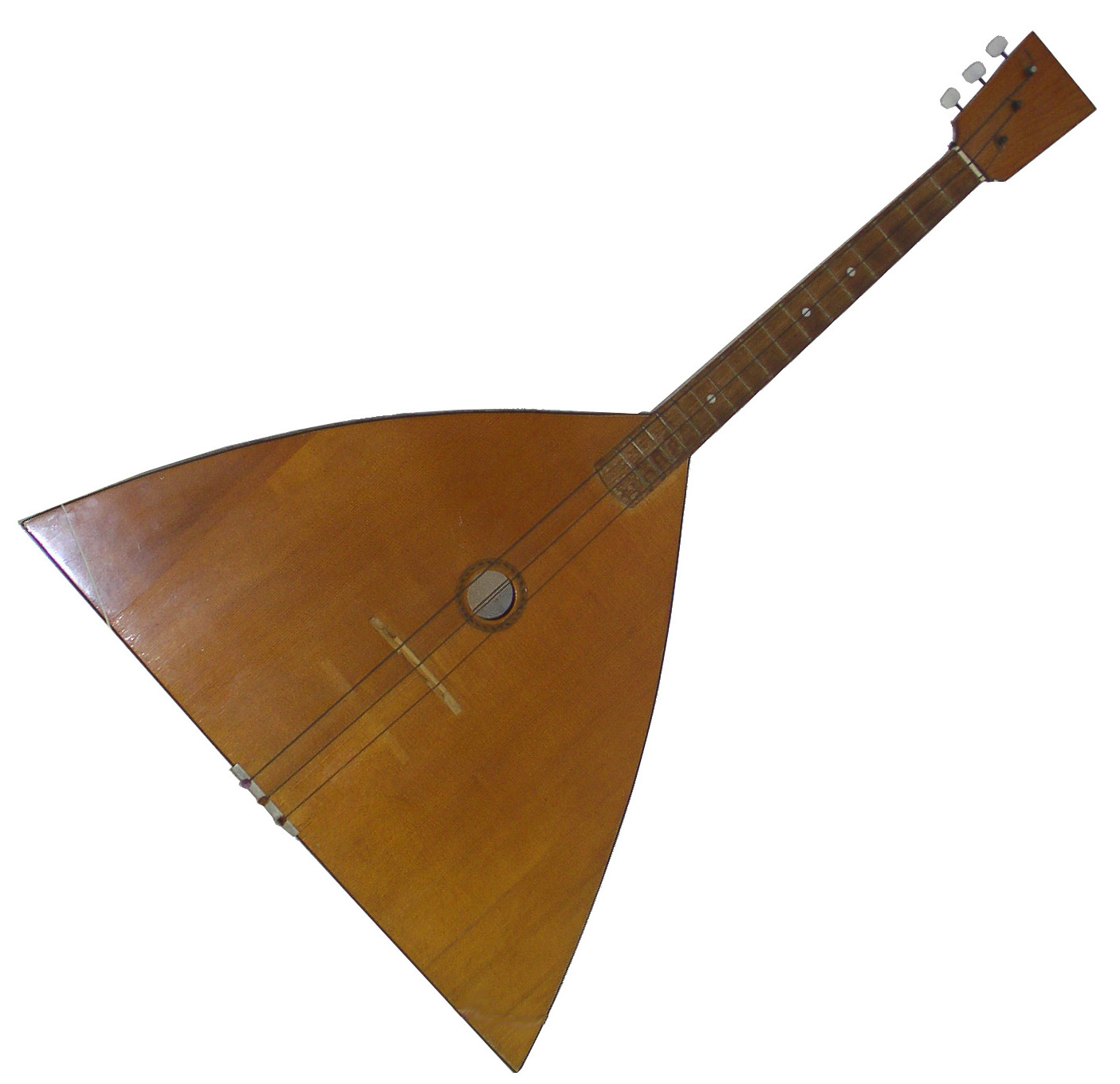
العود الروسي الشهير "بالالايكا".

البَلَلَيكة أو البلالَيكة أو البلاليكا (بالروسية:балала́йка) (نقحرة: بالالايكا) هي ألة العود الموسيقية الشعبية، وهي المعروفة عند الروس في الحياة الثقافة الروسية. وهي شبيهة بالعود.

## الوصف
إن آلة العود الروسية تختلف عن بقية الآلات الموسيقية حول العالم، تنتمي البلليكة إلى فصيلة الطنبور ولها عنق طويل وبها مثلث و3 أوتار، والصندوق صغير الحجم.

## وصلات خارجية
- (en) "Balalaika"—article by Dmitry Belinskiy from the newspaper Krymskaya Pravda. Balalaika music, video
- Russian site about Balalaika. History of balalaika, by Georgy Nefyodov
- Chord reference for Prima-Balalaika
- (rus) balalaika.org.ru: music sheets, video, forum, etc.
- An example of balalaika playing على يوتيوب